# 구례 천은사 금동불감
구례 천은사 금동불감(求禮 泉隱寺 金銅佛龕)은 대한민국 전라남도 구례군 광의면, 천은사에 있는 고려시대에 만들어진 금동불감이다. 2008년 3월 12일 대한민국의 보물 제1546호로 지정되었다.
금동불감의 높이는 43.3cm, 폭은 34.7cm이고, 아미타여래좌상의 높이는 13.4cm, 무릎폭은 7.4cm이다. 약사여래좌상의 높이는 13.7cm, 무릎폭은 7.6cm이다.
전각형 불감으로 내부에는 두 구의 불상을 모시고 후벽과 좌우 벽에는 후불탱화의 역할을 하는 비로자나불·약사여래·아미타여래 삼불회도를 타출기법으로 표현하였고, 문 좌우에는 기운이 넘치는 근육질의 인왕상을 나타내었다. 이와같이 이 불감은 비로자나를 본존으로 하는 삼불을 봉안한 법당을 완벽하게 재현하고 있고, 각 벽면마다 고부조로 새겨진 후불도의 세부 표현 역시 매우 정교하고 화려하다. 특히 불감의 뒷면 좌측상부에는 선각으로 불감 조성에 참여한 제작자, 시주자 등이 새겨져 있어 주목된다.
이 불감은 삼신불과 삼세불의 도상이 융합되어 도상적으로 매우 의미 있을 뿐만 아니라 여말 선초의 조각, 회화, 금속공예, 건축양식, 문양 등을 알려주는 매우 귀중한 작품으로 평가된다.

## 같이 보기
- 구례 천은사

## 참고 자료
- 구례 천은사 금동불감 - 국가유산청 국가유산포털